# Saint-Loup-Géanges
Saint-Loup-Géanges är en kommun i departementet Saône-et-Loire i regionen Bourgogne-Franche-Comté i östra Frankrike. Kommunen ligger i kantonen Verdun-sur-le-Doubs som tillhör arrondissementet Chalon-sur-Saône. År 2022 hade Saint-Loup-Géanges 1 643 invånare.

## Befolkningsutveckling
Antalet invånare i kommunen Saint-Loup-Géanges
| Referens: INSEE |